# Olivenebula
Olivenebula is een geslacht van vlinders van de familie Uilen (Noctuidae), uit de onderfamilie Hadeninae.

## Soorten
- O. monticola Kishida & Yoshimoto, 1977
- O. oberthuri Staudinger, 1892
- O. subsericata (Herrich-Schäffer, 1861)
- O. xanthochloris (Boisduval, 1840)